# Spagettitök
A spagettitök (Cucurbita pepo var. fastigata) a termesztett tök (Cucurbita pepo) egyik fajtája. Helytelenül nevezik laskatöknek és istengyalulta töknek, mert ezek a fügelevelű tök (Cucurbita ficifolia) elnevezései.

## Leírás
Kabak (peponium) termésének formája hosszúkás, telt, tojásdad-alakú. Vékony héja (külső termésfala) a sötétzöldtől, a cirmoson és halványzöldön át, a sárgáig sokféle színű lehet. Kb. 2 cm vastag húsa (középső termésfala) éretten és nyersen feszes. Keresztmetszetén látszik a szálstruktúra, amelyre hőkezelés után szétszedhető. Nagy méretű magjait szivacsos belső-termésfal veszi körbe.

## Jellemzői

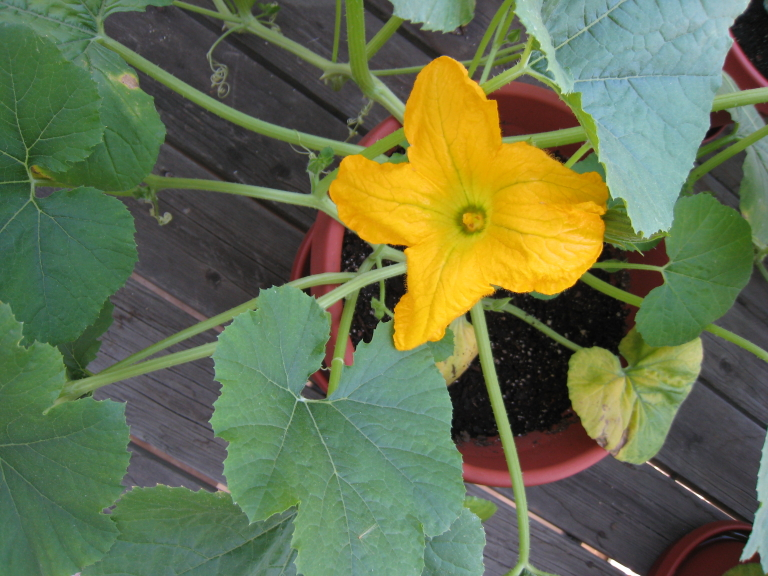
Hímivarú virága

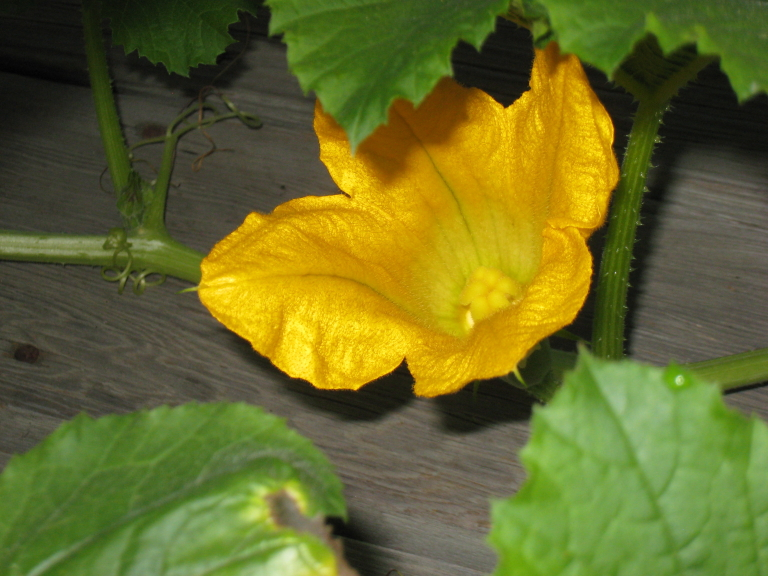
Nőivarú virága

Melegkedvelő, vízigényes növény. A savanyú talajokat kevésbé kedveli. Gombafertőzéseknek ellenáll. Levelei a szőlőére emlékeztetnek. Egylaki (monoikus), egyivarú (diclin) növény. Virágai sárgák, tölcsér alakúak. Hímivarú virágai (stamen) a száron felfelé állnak. Nőivarú virágai (carpellum) jól megkülönböztethetőek az előzőktől, a virág tövénél található terméskezdemény miatt.

## Termesztése
Tenyészideje 100 nap, így a fagyok elmúltával helyére vethető. Csírázása 5-10 nap. Palántázás esetén az első valódi levelek megjelenése után ki kell ültetni a gyökérsérülésből eredő palántapusztulás elkerülése érdekében. Gyökérzete sekély, a kapálást nem tűri, de gyorsan takaróvá váló lombozata miatt erre nincs is szükség. Részben hajlamos az oldalhajtások legyökereztetésére, ezért érdemes ezeket kordában tartani. Szárazabb időszakokban öntözést igényel.

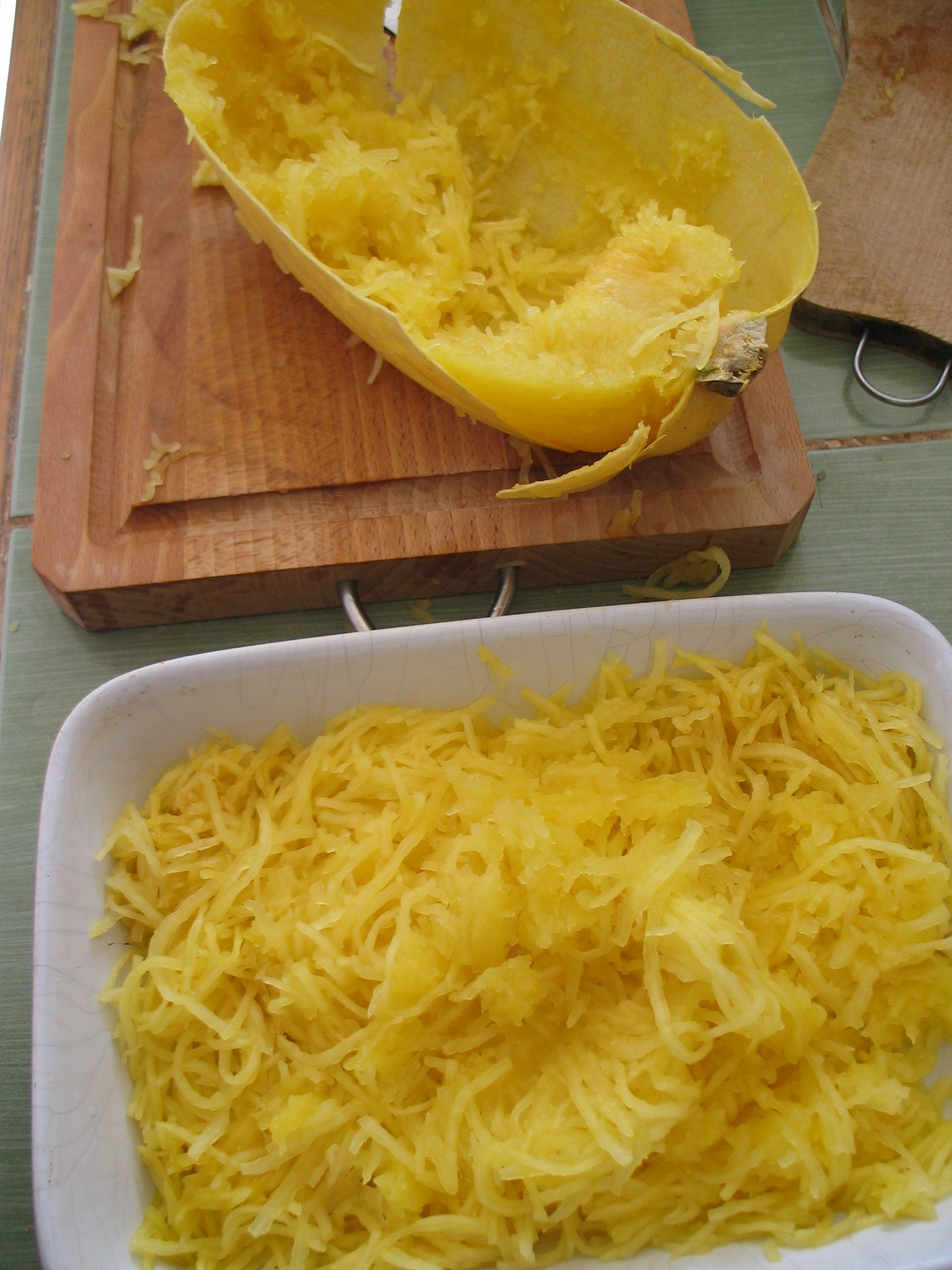
Spagettitök húsa szálaira bontva

## Felhasználása
A spagettitök nevét a spagettire hasonlító szálakra szétszedhető húsáról kapta. Elkészítéséhez többféle hőkezelési eljárás is használható. Süthető sütőben, főzhető vízben és elkészíthető mikrohullámú-sütőben is. Egészben, vagy félbe vágva (utóbbi esetben lefelé fordítva). A magok és az azokat körülvevő szivacsos rész eltávolítása után, a hús villával bontható szálaira. Húsos ragukkal töltve, ill. mártásokkal is fogyasztható. Íze édeskés, önmagában is fogyasztható, erős fűszerezést nem igényel.

## Tápérték
Magas a folsav, kalcium, magnézium, foszfor és A-vitamin tartalma. 100g-ra vetítve 130 kJ (31 kcal) az energiatartalma.

## További képek
|  |  |